# Kitty Cornelli
Kitty Cornelli, im 20. Jahrhundert, wohl nach Heirat, auch Kitty Cornelli-Poggiolesi (vor 1886 – nach 1907) war eine Theaterschauspielerin und Sängerin.

## Leben
Cornelli war seit 1886 bühnentätig, in welchem Jahre sie am Grazer Landestheater debütierte. Nach zweijährigem Engagement daselbst kam sie ans Wiener Karltheater (1889), nach Troppau (1890), nach Baden bei Wien (1892–1893), sodann wurde sie nach Berlin verpflichtet, woselbst sie von 1893 bis 1896 am Friedrich Wilhelmstädtischen Theater wirkte, 1897 trat sie in den Verband des Lindentheaters, von wo sei einem Antrag an das Deutsche Landestheater in Prag folge leistete. Dort wirkte Cornelli als Operettensängerin und erwies sich als eine höchst beliebte und gern gesehene Vertreterin ihres Faches.
Sie war musikalisch, erfreute durch ihre angenehme Stimme, die Sorgsamkeit der Durchbildung ihrer Darbietungen, durch ihr Temperament und die Natürlichkeit ihres sympathischen, degagierten Spiels. Wie in ihren früheren Engagements, so erfreuten sich ihre Leistungen auch im Ensemble der Prager Operettenbühne gerechter Anerkennung. Von ihren beliebten Leistungen seien erwähnt „Boccaccio“, „Rosalinde“, „Juanitta“, „Schöne Helena“ etc., aber auch „Waltraute“, „Anneris“ u. a. m.
Nach dem Tod ihrer Schwester übernahm sie 1907 deren Prager Etablissement Nellys Maxim.